# Liz Jarvis
Liz Jarvis est une personnalité politique britannique.

## Biographie
La mère de Liz Jarvis, Eileen, est d'origine irlandaise. Ancienne secrétaire, elle devient assistante sociale avant d'obtenir un diplôme de l'Open University.
En 2024, elle est élue députée.